# 埃斯图布隆
埃斯图布隆（法語：Estoublon，法語發音：[ɛstublɔ̃]）是法国上普罗旺斯阿尔卑斯省的一个市镇，属于迪涅莱班区。

## 地理
埃斯图布隆（43°56'33"N, 6°10'17"E）面积33.85 平方千米，位于法国普罗旺斯-阿尔卑斯-蓝色海岸大区上普罗旺斯阿尔卑斯省，该省份为法国东南部内陆省份，北起上阿尔卑斯省，西接沃克吕兹省，西北接德龙省，南至瓦尔省，东临滨海阿尔卑斯省，东北部与意大利接壤。
与埃斯图布隆接壤的市镇（或旧市镇、城区）包括：贝讷、布拉达斯、马雅斯特尔、梅泽勒、圣让内、圣瑞尔、瑟内。

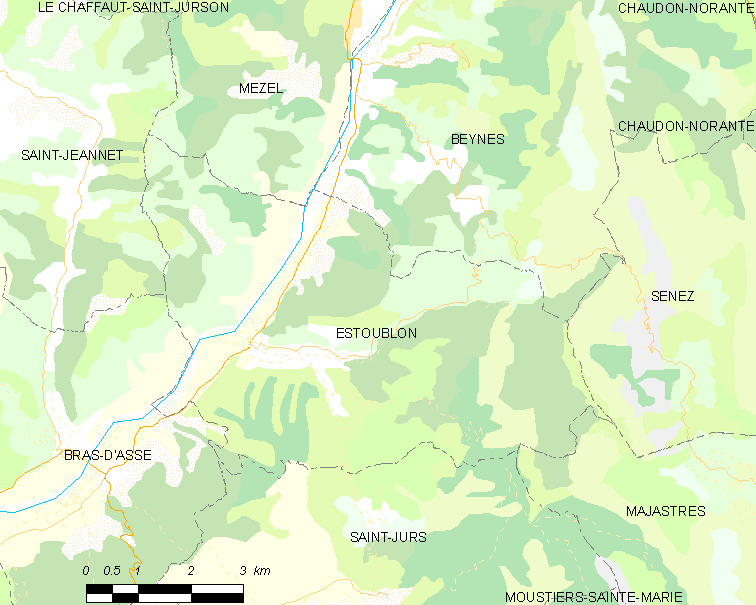
埃斯图布隆的OSM定位图

埃斯图布隆的时区为UTC+01:00、UTC+02:00（夏令时）。

## 行政
埃斯图布隆的邮政编码为04270，INSEE市镇编码为04084。

## 政治
埃斯图布隆所属的省级选区为里耶兹县。

## 人口

1962-2008年间埃斯图布隆人口变化图示

埃斯图布隆于2022年1月1日时的人口数量为480人。